# Itamar Franco
Itamar Augusto Cautiero Franco (Salvador (Bahia), 28 juni 1930 – São Paulo, 2 juli 2011) was een Braziliaans politicus en ingenieur. Hij stond vooral bekend als de 33ste president van Brazilië. Hij was in ambt van 2 oktober 1992 tot 1 januari 1995.
In 1989 vertrok Franco van de PL naar de kleine PRN (Nationale Heropbouwingspartij) waar hij zich kandidaat voor het vicepresidentschap stelde, naast president Fernando Collor. Hij nam deze positie in op 15 maart 1990. 
In 1992 werd Collor beschuldigd van corruptie en onderging een impeachmentprocedure door het Nationale Congres. Franco trad aan als president op 2 oktober 1992 maar werd pas uitgeroepen tot president op 27 december 1992 toen Collor zijn ontslag indiende.
Brazilië bevond zich in een grote economische crisis, het had een inflatie van 1100% in 1992, het jaar daarop zelfs van 6000%. Franco zette de aanval in tegen de hyperinflatie door onder meer Fernando Henrique Cardoso als minister van Financiën aan te stellen. In februari 1994 zette zijn regering het Plano Real in, een plan om de Braziliaanse economie te stabiliseren zodat de hyperinflatie kon worden bestreden. Dit plan had succes met als gevolg dat Franco's minister Fernando Henrique Cardoso zich succesvol kandidaat stelde voor de daarop volgende presidentsverkiezingen en deze won. 
Na zijn presidentschap was Franco gouverneur van de staat Minas Gerais van 1999 tot 2003. 
Deodoro da Fonseca ·
Peixoto ·
Morais ·
Campos Sales ·
Alves ·
Pena ·
Peçanha ·
Fonseca ·
Brás ·
Alves ·
Moreira ·
Pessoa ·
Bernardes ·
Luís ·
Prestes ·
(Junta van 1930) ·
Vargas ·
Linhares ·
Gaspar Dutra ·
Vargas ·
Café Filho ·
Luz ·
Ramos ·
Kubitschek ·
Quadros ·
Ranieri Mazzilli ·
Goulart ·
Ranieri Mazzilli ·
Castelo Branco ·
Costa e Silva ·
(Junta van 1969) ·
Garrastazu Médici ·
Geisel ·
Figueiredo ·
Neves ·
Sarney ·
Collor ·
Franco ·
Cardoso ·
Lula da Silva ·
Rousseff ·
Temer ·
Bolsonaro ·
Lula da Silva
- Gemeinsame Normdatei: 14018581X
- International Standard Name Identifier: 0000 0000 7548 6229
- Library of Congress Control Number: n82016161
- Nationale Bibliotheek van Israël: 987007261100705171
- Système universitaire de documentation: 115002081
- Virtual International Authority File: 103730822
- WorldCat: E39PBJxCCFKQJmX7bqYmktGJXd